# Argyroploce acroplecta
Argyroploce acroplecta är en fjärilsart som beskrevs av Edward Meyrick 1921. Argyroploce acroplecta ingår i släktet Argyroploce och familjen vecklare. Inga underarter finns listade i Catalogue of Life.